# Cademario
Cademario est une commune suisse du canton du Tessin, située dans le district de Lugano.

Vue aérienne (1948).

## Personnalités
- Docteur Adolf Keller (1879-1969), fondateur du centre de cure Cademario.
- Richard Pirl, peintre et photographe.